# گاف ۶۷۴۰
سیارک ۶۷۴۰ (به انگلیسی: 6740 Goff، نامگذاری:1993GY) شش هزار و هفتصد و چهلمین سیارک کشف شده‌است که در ۱۴ آوریل ۱۹۹۳ کشف شد.
قدر مطلق سیارک برابر ۱۲٫۷۰ است.